# Giro di Calabria 1989
Il Giro di Calabria 1989, seconda edizione della corsa, si svolse dal 4 al 6 aprile 1989 su un percorso totale di 680 km, ripartiti su 3 tappe. La vittoria fu appannaggio dell'italiano Alberto Volpi, che completò il percorso in 18h39'35", precedendo i connazionali Marco Saligari e Stefano Colagè.
I corridori che presero il via da Melito di Porto Salvo furono 155, mentre coloro che tagliarono il traguardo di Acri furono 67.

## Tappe
| Tappa  | Data     | Percorso                            | km  | Vincitore di tappa | Leader cl. generale |
| ------ | -------- | ----------------------------------- | --- | ------------------ | ------------------- |
| 1ª     | 4 aprile | Melito di Porto Salvo > Gioia Tauro | 221 | Alberto Volpi      | Alberto Volpi       |
| 2ª     | 5 aprile | Gioiosa Ionica > Crotone            | 221 | Fabiano Fontanelli | Alberto Volpi       |
| 3ª     | 6 aprile | Crotone > Acri                      | 238 | Tony Rominger      | Alberto Volpi       |
| Totale | Totale   | Totale                              | 680 |                    |                     |

## Dettagli delle tappe

### 1ª tappa
- 4 aprile: Melito di Porto Salvo > Gioia Tauro – 221 km

Risultati
| Pos. | Corridore      | Squadra      | Tempo    |
| ---- | -------------- | ------------ | -------- |
| 1    | Alberto Volpi  | Château d'Ax | 6h08'15" |
| 2    | Marino Amadori | Del Tongo    | s.t.     |
| 3    | Marco Saligari | Ariostea     | a 1'08"  |

| Pos. | Corridore     | Squadra      | Tempo |
| ---- | ------------- | ------------ | ----- |
| 1    | Alberto Volpi | Château d'Ax | ?     |

### 2ª tappa
- 5 aprile: Gioiosa Ionica > Crotone – 221 km

Risultati
| Pos. | Corridore           | Squadra  | Tempo    |
| ---- | ------------------- | -------- | -------- |
| 1    | Fabiano Fontanelli  | Selca    | 5h51'55" |
| 2    | Giuseppe Calcaterra | Atala    | s.t.     |
| 3    | Marco Saligari      | Ariostea | s.t.     |

| Pos. | Corridore     | Squadra      | Tempo |
| ---- | ------------- | ------------ | ----- |
| 1    | Alberto Volpi | Château d'Ax | ?     |

### 3ª tappa
- 6 aprile: Crotone > Acri – 238 km

Risultati
| Pos. | Corridore       | Squadra       | Tempo    |
| ---- | --------------- | ------------- | -------- |
| 1    | Tony Rominger   | Château d'Ax  | 6h39'25" |
| 2    | Dmitrij Konyšev | Alfa Lum      | s.t.     |
| 3    | Stefano Colagè  | Titanbonifica | s.t.     |

## Classifiche finali

### Classifica generale
| Pos. | Corridore         | Squadra               | Tempo     |
| ---- | ----------------- | --------------------- | --------- |
| 1    | Alberto Volpi     | Château d'Ax          | 18h39'35" |
| 2    | Marco Saligari    | Ariostea              | a 1'08"   |
| 3    | Stefano Colagè    | Titanbonifica-Benotto | s.t.      |
| 4    | Angelo Canzonieri | Pepsi Cola-Fanini     | s.t.      |
| 5    | Silvano Contini   | Malvor-Sidi           | s.t.      |
| 6    | Daniel Wyder      | Eurocar-Mosoca-Galli  | ?         |
| 7    | Stefano Tomasini  | Pepsi Cola-Fanini     | ?         |
| 8    | Tony Rominger     | Château d'Ax          | ?         |
| 9    | Malcolm Elliott   | Teka                  | ?         |
| 10   | Dmitrij Konyšev   | Alfa Lum              | ?         |